# Tadeusz Konwicki
Tadeusz Konwicki (22. června 1926 – 7. ledna 2015) byl polský spisovatel a filmový režisér.

## Biografie
Narodil se v obci Nowa Wilejka v Polsku (nyní součást Naujoji Vilnia v Litvě). Po válce se usadil v Krakově a začal studovat na Jagellonské univerzitě. Začínal jako novinář a roku 1948 dokončil vlastní memoáry; kniha ovšem vyšla až v roce 1956. Později vydal řadu dalších knih. Mezi jeho filmy patří například Ostatni dzien lata (1958) a Dušičky (1962). Zemřel v roce 2015 ve věku 88 let. Byl pochován po boku svojí ženy Danuty, na hřbitově Cmentarzu Wojskowym na Powązkach ve Varšavě.

## Fotogalerie

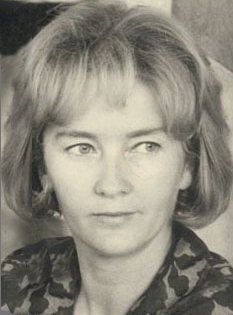
Danuta Konwicka (1930-1999), jeho manželka
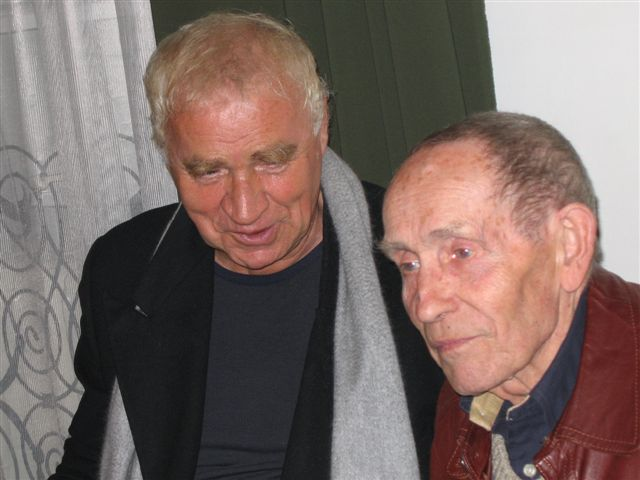
V diskusi s Januszem Głowackim (1938–2017)
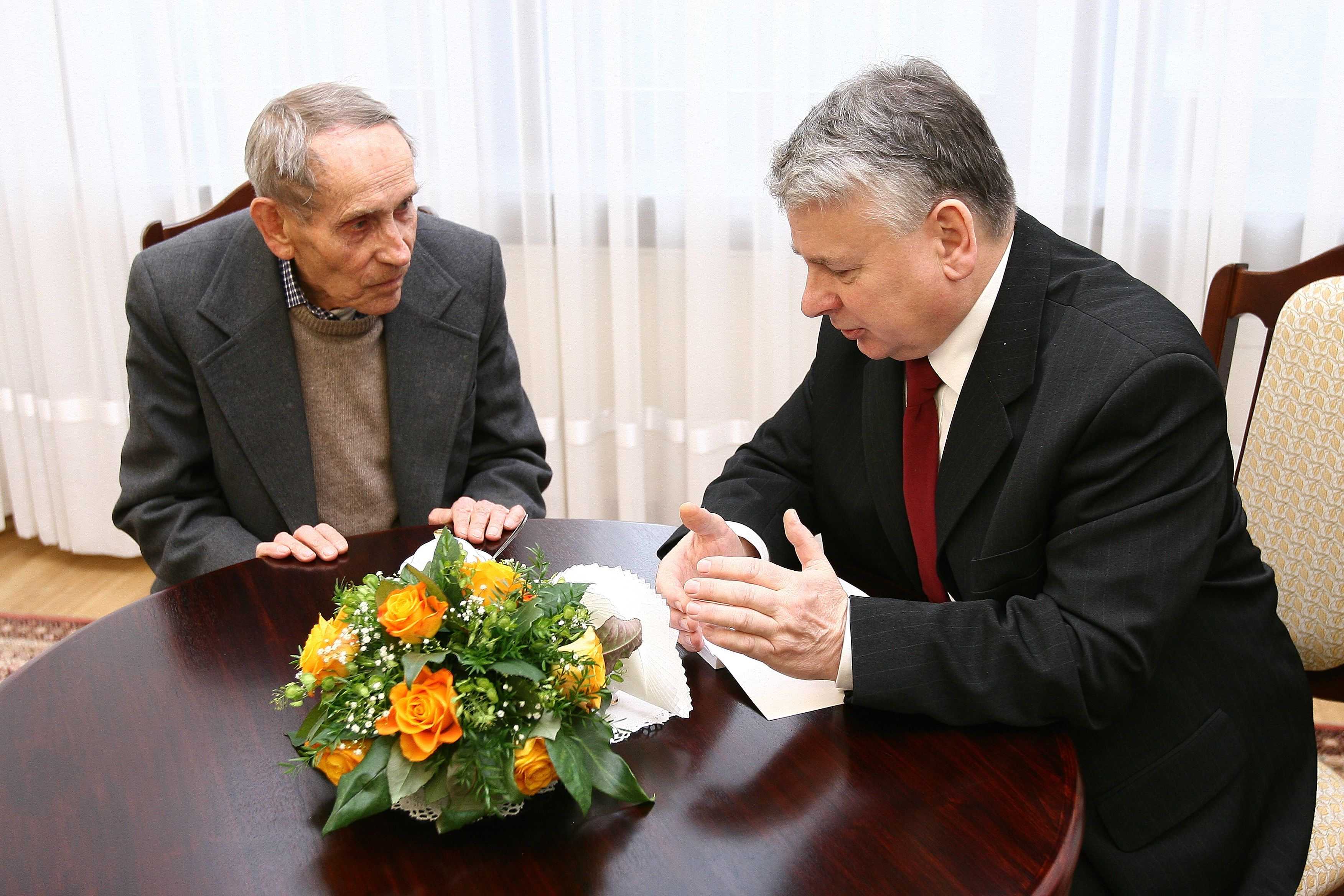
Tadeusz Konwicki v diskuzi s polským politikem Bogdanem Borusewiczem
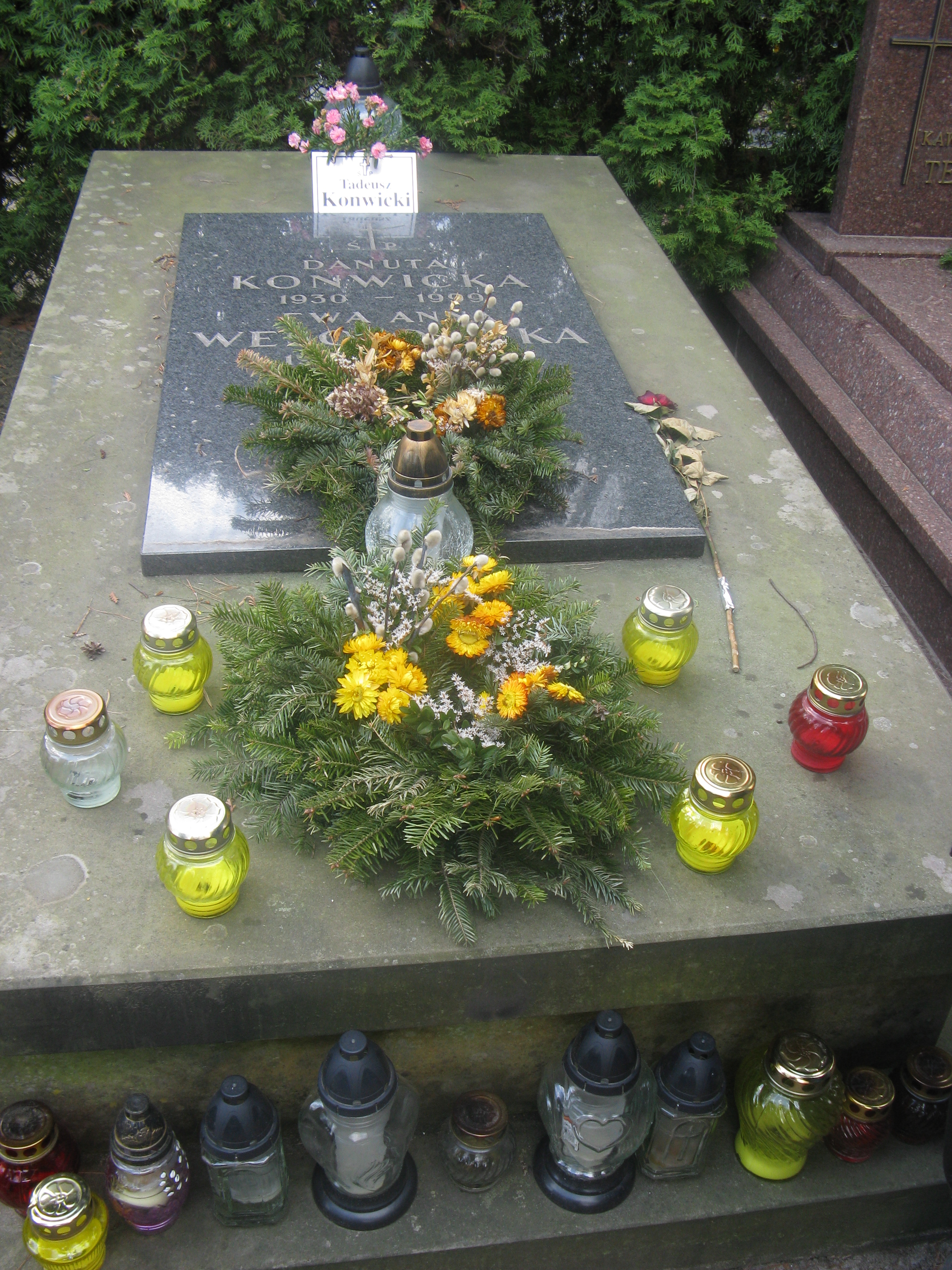
Hrob Tadeusze Konwickiho ve Varšavě
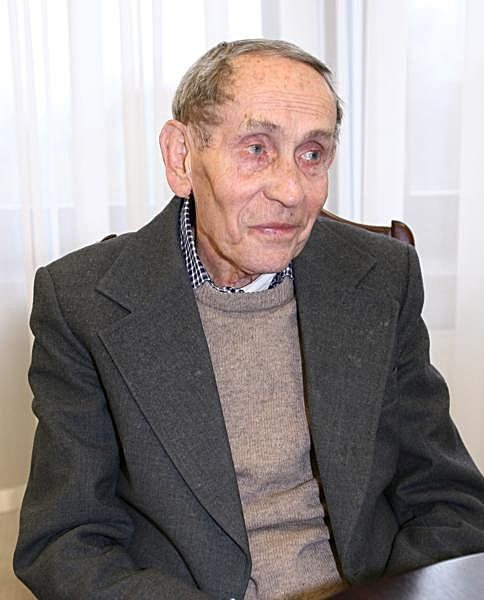
Tadeusz Konwicki